# Polygonella
Polygonella – wyróżniany w niektórych ujęciach systematycznych rodzaj roślin należących do rodziny rdestowatych, wyodrębniany z rodzaju rdest (Polygonum sensu lato). Zaliczanych jest do niego 11 gatunków występujących we wschodnich i środkowych Stanach Zjednoczonych.

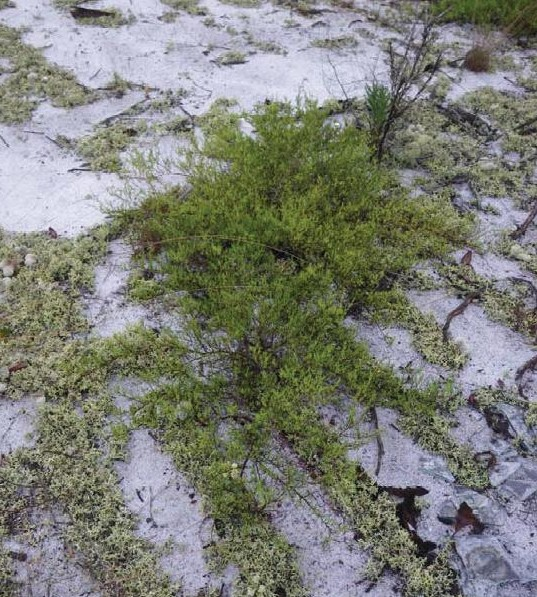
Pokrój Polygonella myriophylla

## Morfologia
Rośliny zielne (terofity i byliny) oraz drewniejące (krzewy i półkrzewy) o łodydze wzniesionej lub płożącej, z charakterystycznie przylegającymi do niej odgałęzieniami bocznymi. Liście skrętoległe, o blaszce od nitkowatej do owalnej, gatka zazwyczaj trwała. Kwiaty obupłciowe lub funkcjonalnie jednopłciowe, skupione w szczytowym kwiatostanie. 

## Systematyka
Rodzaj wyodrębniany w niektórych ujęciach systematycznych rodziny rdestowatych po potwierdzeniu w badaniach molekularnych skomplikowanych relacji systematycznych w obrębie dawniej szeroko ujmowanego rodzaju rdest Polygonum. Uznawany jest za grupę siostrzaną rodzaju rdest Polygonum w wąskim ujęciu (sensu stricto). W niektórych pracach wskazywany jest jako najbliżej spokrewniony z roślinami z sekcji Polygonum sect. Duravia, czasem rośliny z tego rodzaju są też włączane do sekcji Duravia.
Wykaz gatunków
- Polygonella americana (Fisch. & C.A.Mey.) Small
- Polygonella articulata (L.) Meisn.
- Polygonella basiramia (Small) G.L.Nesom & V.M.Bates
- Polygonella ciliata Meisn.
- Polygonella fimbriata (Ell.) Horton
- Polygonella gracilis Meisn.
- Polygonella macrophylla Small
- Polygonella myriophylla (Small) Horton
- Polygonella parksii Cory
- Polygonella polygama (Vent.) Engelm. & Gray
- Polygonella robusta (Small) G.L.Nesom & V.M.Bates